# Lực lượng Vũ trang Bangladesh
Lực lượng Vũ trang Bangladesh hay Quân đội Bangladesh (Bengali: বাংলাদেশ সশস্ত্র বাহিনী, Bānglādēśh Saśastra Bāhinī) bao gồm 3 quân chủng: Lục quân, Hải quân và Không quân.Ngoài ra còn có 2 lực lượng vũ trang khác là Biên phòng và Tuần duyên thuộc quản lý của Bộ Nội vụ trong thời bình. Tuy nhiên khi chiến tranh nổ ra thì 2 lực lượng Biên phòng và Tuần duyên sẽ thuộc quyền quản lý của Lục quân và Hải quân.
Tổng thống là Tổng tư lệnh Quân đội Bangladesh. Tuy nhiên Tổng thống chỉ có quyền lực mang tính nghi lễ, quyền hành pháp thật sự thuộc về Thủ tướng. Thủ tướng là Lãnh đạo Tổng cục Lực lượng Vũ trang Bangladesh. Tổng cục Lực lượng Vũ trang trực thuộc Văn phòng Thủ tướng và báo cáo trực tiếp cho Thủ tướng. Đứng đầu Tổng cục là Tổng Tham mưu trưởng. Bộ Quốc phòng là tổ chức hành chính chính theo đó chính sách quân sự được xây dựng và thi hành, là một bộ trong Chính phủ. Đứng đầu Bộ Quốc phòng là Bộ trưởng, là một chính khách dân sự; chức vụ này thường được Thủ tướng kiêm nhiệm,. Để phối hợp chính sách quân sự ngoại giao, Tổng thống và Thủ tướng được tư vấn bằng Hội đồng Tư vấn gồm 6 thành viên. Hội đồng Tư vấn bao gồm 3 Tham mưu trưởng của Lục quân, Hải quân và Không quân, Tổng Tham mưu trưởng, Thư ký Quân sự của Tổng thống và Thư ký Quân sự của Thủ tướng. Các Tổng Giám đốc của Tổng cục Tình báo An ninh Quốc gia, Tổng cục Tình báo Lực lượng Vũ trang và Biên phòng cũng phục vụ với vai trò cố vấn nếu được yêu cầu.
Ngày Lực lượng vũ trang vào 21 tháng 11.Lễ kỉ niệm chính thức được tổ chức tại trụ sở quân đội đóng ở Dhaka Cantonment, Thủ đô Dhaka và ở các căn cứ quân sự khắp cả nước.